# 小川台古墳群
小川台古墳群（おがわだいこふんぐん）は、千葉県山武郡横芝光町小川台にある古墳群である。

## 概要
小川台古墳群は、九十九里浜中央部の栗山川中流東岸の舌状台地上に展開し、前方後円墳5基、円墳12基、方墳1基によって構成される。
このうち、1号墳（墳丘径28メートルの円墳）、2号墳（墳丘径21メートルの円墳）、3号墳（墳丘全長24メートルの前方後円墳）、4号墳（墳丘1辺約14メートルの方墳）、5号墳（墳丘全長30メートルの前方後円墳）について、1974年（昭和49年）に発掘調査が行われた。なお、本古墳群中最大のものは、見掛けの墳丘長42メートルの6号墳であるが、まだ調査は行われていない。

## 出土品
調査した古墳のうち、多くの遺物が出土したのは1号墳と5号墳である。
1号墳の3基の埋葬施設から、鉄剣4振、鉄鉾1点、鉄鏃4点、鉄製刀子1点、滑石製有孔円板10点、臼玉39点、鉄鏃3点、鉄斧1点、滑石製臼玉151点以上が出土した。
5号墳の後円部頂の木棺からは、大刀5振、刀子1点、鉄鏃1点、鐙に伴う兵庫鎖、瑪瑙製勾玉1点、ガラス製小玉42点が出土した他、墳丘および周溝内からは、多量の円筒埴輪とともに人物埴輪や、馬形埴輪、鹿形埴輪、にわとり形埴輪、水鳥形埴輪等の動物埴輪、それに家形埴輪などの形象埴輪が検出された。出土状態の検討によって、形象埴輪列は北側中段の前方部分から後円部の前方部分まで樹てられていたとみられ、おそらく墳丘の一定区画内に限定して配置されていたものと考えられている。

### 人物埴輪
5号墳出土の人物埴輪で形状が確認できたものは、双脚挂甲武人像、双脚男子像、座る女子、壺を頭に載せる女子等の15点で、このうち性別が判明しているのは14点で男子9女子5であり、現在のところ千葉県最古の人物埴輪とされている。
これらの人物埴輪はいずれも無骨な造形で、かならずしも洗練された技法とは言いがたいが、造形の細部とくに衝角付冑や挂甲の仕様、髷の表現などは実物にかなり忠実に造形されていた。また、双脚挂甲武人像と双脚男子像には著しい特徴があった。同町中台の芝山古墳群・姫塚古墳出土の男子人物埴輪などに代表される双脚像は、台座を設けてその上に両足が載るように造形されているのがほとんどである。これに対し本古墳出土の双脚挂甲武人像と双脚男子像は、台座を設けず直接2本の足を墳丘に接地させており、同様なものとしては福島県西白河郡泉崎村原山1号墳の「力士像」と考えられる人物埴輪（福島県立博物館所蔵）が挙げられる程度で、他に例が無く希少な資料である。埴輪資料は2018年（平成30年）4月1日に町の有形文化財に指定された。

## 造営時期
造営時期として、1号墳の副葬品から5世紀代の年代が、5号墳の埴輪により5世紀末から6世紀前半の年代がうかがえる。4号墳出土の須恵器からは7世紀末ないし8世紀初頭の年代がうかがえ、須恵器については追葬に伴うものの可能性もあるが、4号墳が古墳時代終末期の方墳であることは間違いなく、全18基の古墳のうちの5基の調査のみではあるが、いずれにしろ長期間にわたって造営された古墳群であるといえる。